# Saint-Hippolyte (Indre e Loira)
Saint-Hippolyte è un comune francese di 625 abitanti situato nel dipartimento dell'Indre e Loira nella regione del Centro-Valle della Loira.

## Società

### Evoluzione demografica
Abitanti censiti